# Zuzanna Donath-Kasiura
Zuzanna Teresa Donath-Kasiura (ur. 9 czerwca 1970 w Głogówku) – polska polityk samorządowa i nauczycielka, działaczka Towarzystwa Społeczno-Kulturalnego Niemców na Śląsku Opolskim, od 2021 wicemarszałkini województwa opolskiego.

## Życiorys
Córka Józefa i Urszuli. Uczęszczała do Zespołu Szkół w Głogówku. W 1994 została absolwentką Wyższej Szkoły Pedagogicznej w Opolu, kształciła się podyplomowo na kierunku biznes międzynarodowy Unia Europejska – Chiny na Politechnice Opolskiej. Przez dziewięć lat pracowała jako nauczycielka języka polskiego i niemieckiego w szkołach w Krapkowicach. Od 1999 etatowa pracownik Towarzystwa Społeczno-Kulturalnego Niemców na Śląsku Opolskim, początkowo jako referent ds. kulturalnych. Od 2000 pracowała w jury konkursu recytatorskiego poezji Josepha von Eichendorffa w Prudniku. Od 2006 przewodnicząca koła DFK w Otmęcie, od 2016 jako sekretarz i członek zarządu TSKN. Była organizatorką kilkunastu edycji Dni Kultury Niemieckiej na Śląsku Opolskim oraz konkursów literackich i artystycznych. Kierowała także wojewódzką olimpiadą z języka niemieckiego, a od 2017 do 2018 spółką Pro-Futura realizującą niemieckojęzyczne audycje.
Bez powodzenia kandydowała do Sejmu z listy Mniejszości Niemieckiej w 2011, 2015, 2019 i 2023. W 2018 wybrano ją do sejmiku opolskiego, gdzie kierowała Komisją Rolnictwa, Środowiska i Rozwoju Wsi oraz Komisją Edukacji, Dialogu Obywatelskiego i Wielokulturowości. 23 lutego 2021 powołano ją na funkcję wicemarszałka województwa opolskiego, odpowiedzialnego m.in. za ochronę zdrowia, politykę społeczną, edukację i wielokulturowość (zastąpiła Romana Kolka). W 2024 kandydowała do Sejmiku Województwa Opolskiego z listy komitetu wyborczego „Śląscy Samorządowcy”. Kolejny raz uzyskała mandat radnej sejmiku wojewódzkiego.

## Życie prywatne
Mężatka, ma trójkę dzieci.